# Fabián Rucco
Fabián Raúl Rucco (Rosario, 9 de diciembre de 1973) es un artista, profesor y escultor argentino.

## Biografía
Se destaca en escultura, tanto a nivel nacional como internacional.
Licenciado en Bellas Artes con orientación en Escultura, título obtenido en la Universidad Nacional de Rosario, donde actualmente es docente como profesor titular en la cátedra Escultura I comisión C y D, Facultad de Bellas Artes de la Universidad Nacional Rosario y ayudante de primera en la cátedra Escultura I comisión A, dedicación simple, en la ya mencionada casa de estudios. A lo largo de su amplia trayectoria Rucco ha obtenido importantes premios y numerosos reconocimientos nacionales e internacionales. Uno de ellos lo posiciona como "Artista distinguido" de la ciudad de Rosario, nombrado por el Concejo Municipal.
Seleccionado en reiteradas oportunidades para participar como jurado, y en simposios, bienales y concursos internacionales de escultura, tanto en Europa como en Oriente o América Latina.
Posee más de 30 obras emplazadas en espacios públicos en diferentes ciudades de Alemania, Argentina, Chile, Dinamarca, España, Francia, Holanda, Japón, Lituania, Perú, Tailandia y Uruguay.